# Навозниковые
Наво́зниковые, или ко́приновые (лат. Coprinaceae) — семейство грибов отдела базидиомицеты (Basidiomycota). По систематике, принятой в 10 издании «Словаря грибов Эйнсуорта и Бисби», имя Coprinaceae входит в синонимику семейства Agaricaceae, роды коприновых перенесены в другие семейства. Большинство видов типового рода семейства Coprinus в начале XXI века были отнесены к 3 родам: Coprinopsis, Coprinellus и Parasola семейства псатирелловые (Psathyrellaceae), сам же род Coprinus относится к семейству агариковых, поскольку к этому семейству Х. Персоном отнесён типовой вид Coprinus comatus. 

## Морфология
Плодовые тела шляпконожечные, с центральной ножкой, преимущественно мелких и средних размеров.
Шляпка колокольчатой, конической или выпуклой формы, редко раскрывается до плоской. Поверхность может быть голая или покрыта чешуйками, хлопьями.
Мякоть шляпки тонкомясистая, ножки — волокнистая.
Ножка гладкая, цилиндрическая, длинная, часто полая.
Гименофор пластинчатый, свободный или узкоприросший, пластинки тонкие, обычно частые, у зрелых плодовых тел тёмные, серого, коричневого или чёрного цвета.
Остатки покрывал могут отсутствовать или имеется быстро спадающее узкое плёнчатое кольцо на ножке, редко на основании ножки бывают небольшие остатки вольвы.
Споровый порошок коричневый или чёрный, споры различной формы.
Для многих видов, особенно рода Навозник (Coprinus), характерен аутолиз пластинок и всей шляпки после созревания спор.

## Экологические особенности
Преимущественно сапротрофные грибы, обитают на плодородной, богатой гумусом почве или на различных гниющих остатках — на древесине, компосте, для многих видов свойственна копрофильность (растут на навозе).

## Практическое значение
Большинство видов несъедобны из-за слишком мелких размеров и тонкой мякоти или из-за субстрата, есть слабо ядовитые, некоторые обладают галлюциногенным действием.
Небольшое число видов условно съедобны, навозник белый часто считается деликатесным.

## Наиболее характерные представители
- Coprinus typus — Копринус, или Навозник
  - Coprinus comatus — Навозник белый, или лохматый, или Чернильный гриб белый
  - Coprinus atramentarius — Навозник серый, или Чернильный гриб серый
  - Coprinus micaceus — Навозник мерцающий
  - Coprinus disseminatus — Навозник рассеянный
- Psathyrella — Псатирелла
  - Psathyrella hydrophila — Псатирелла водолюбивая
  - Psathyrella conopilus — Псатирелла коническая
  - Psathyrella multipedata — Псатирелла многоножковая
  - Psathyrella candolleana — Псатирелла Кандолля, или Ложноопёнок Кандолля
- Panaeolus — Панеолус[1]
  - Panaeolus papilionaceus — Панеолус мотыльковый
  - Panaeolus semiovata — Панеолус полуяйцевидный
  - Panaeolus foenisecii — Панеолус пахучий
- Lacrymaria — Лакримария
  - Lacrymaria velutina — Лакримария бархатистая